# Iwanowka (Region Altai, Krasnogorski)
Iwanowka (russisch Ивановка) ist eine Siedlung in der russischen Region Altai. Der Ort gehört zur Landgemeinde Krasnogorski selsowet im Krasnogorski rajon. Er wird fast ausschließlich von Russen bewohnt.

## Geographie
Iwanowka befindet sich 16 Kilometer südöstlich vom Rajonzentrum Krasnogorskoje, welches auch der Gemeindesitz ist. Die nächste Bahnstation ist Bijsk an der Strecke nach Barnaul 85 Kilometer nordwestlich.

## Geschichte
Der Ort hatte 1911 den Status einer Derewnja.

### Bevölkerungsentwicklung
| Jahr | Einwohner |
| ---- | --------- |
| 1911 | 290       |
| 1926 | 490       |
| 2002 | 64        |
| 2010 | 37        |

Anmerkung: Volkszählungsdaten